# Teen
Teen är en sjö i Laxå kommun och Lekebergs kommun i Närke och ingår i Norrströms huvudavrinningsområde. Sjön har en area på 6,07 kvadratkilometer och ligger 64,9 meter över havet. Sjön genomflyts nära nog i sin längdriktning från söder till norr av Svartån. Vid inloppet, med vatten från sjön Toften, är nivåskillnaden i ån nära 10 meter vid kraftstationen i Hasselfors. Utloppet ur sjön (lokalt benämnt "åmun") är oreglerat. Därifrån flyter ån lugt och brett med sanka stränder ända ned mot Kvistbro, nära norra kanten av den stora Skagershultsmossen. Tillrinningsområdet ovan sjöutloppet är 645 km², till stor del beläget inom Kilsbergens massiv. Sjön är belägen nedanför bergens sydöstra del, där berget brant stupar ned i sjön. Sjöns stränder i norr, öster och söder är däremot ganska låga och oftast sanka.

## Delavrinningsområde
Teen ingår i delavrinningsområde (655608-143493) som SMHI kallar för Utloppet av Teen. Medelhöjden är 91 meter över havet och ytan är 34,67 kvadratkilometer. Räknas de 29 avrinningsområdena uppströms in blir den ackumulerade arean 653,78 kvadratkilometer. Avrinningsområdets utflöde Norrström (Eskilstunaån) mynnar i havet. Avrinningsområdet består mestadels av skog (55 procent). Avrinningsområdet har 6,9 kvadratkilometer vattenytor vilket ger det en sjöprocent på 19,9 procent. Bebyggelsen i området täcker en yta av 0,44 kvadratkilometer eller 1 procent av avrinningsområdet.